# Patrizia de Bernardo Stempel
Patrizia de Bernardo Stempel (Milà, 1953) és una indoeuropeista i celtista italiana.
De 1971 a 1977 va cursar estudis clàssics a la Universitat de Milà, on es va doctorar amb la tesi "Sull'espressione del futuro nelle lingue indoeuropee". Va continuar estudis a l'Institut de Lingüística de la Universitat de Bonn, on va treballar fins a 1981. De 1980 a 1982 va ser professora d'italià al "Romanisches Seminar" de la Universitat de Düsseldorf i després, entre 1981 i 1986, a la Universitat de Duisburg. A Bonn, es va incorporar el 1985 com a professora al "Romanisches Seminar" fins a 1989. El 1986 va obtenir el doctorat en filologia celta, dirigida per Karl Horst Schmidt, amb “Die Entwicklung der indogermanischen liquiden und nasalen Sonanten im Keltischen”. De 1989 a 1991 va ser professora a Bonn i després en el Departament de Llengües Romàniques de la Universitat de Bochum (1991). De 1992 a 1994 va ser professora de llatí i grec a Dusseldorf. El 1992 va rebre una beca d'habilitació de la Deutsche Forschungsgemeinschaft. De 1994 a 1997 va ser professora a la Universitat del País Basc i de 1995 a 1999 a Milà. Va treballar a la Universitat de Magúncia.
De 2000 a 2010 va impartir classes de lingüística comparada (indoeuropea) a la Universitat del País Basc. Des de 2011 és membre corresponent de l'Acadèmia Austríaca de Ciències.

## Obres

### Llibres
- Die Vertretung der indogermanischen liquiden und nasalen Sonanten im Keltischen (Innsbrucker Beiträge zur Sprachwissenschaft). Innsbruck: Institut für Sprachwissenschaft der Universität Innsbruck, 1987.
- Gesammelte Schriften. Indogermanisches. Italisches. Romanisches Patrizia de Bernardo Stempel i Rolf Ködderitzsch (ed). Tübingen: De Gruyter, 2011.
- Theonymie Celtique, Cultes, Interpretatio - Keltische Theonymie, Kulte, Interpretatio. (Mitteilungen der Prähistorischen Kommission). Austrian Academy of Sciences Press, 2013.
- Nominale Wortbildung des alteren Irischen: Stammbildung und Derivation. De Gruyter, 2011.

### Articles
- Cuestiones de escritura en el celta de Hispania, Galia e Italia. "Palaeohispánica: Revista sobre lenguas y culturas de la Hispania antigua" 17 (2017) 251-277 (Dedicat a: Acta Palaeohispanica XII. Actas del XII Coloquio Internacional de Lenguas y Culturas Paleohispánicas. Giessen, 9-12 d'abril de 2016).
- El Tercer Bronce de Botorrita, veinte años después. "Palaeohispánica: Revista sobre lenguas y culturas de la Hispania antigua" 13 (2013) 637-660 (Dedicat a: Acta Palaeohispanica XI. Actas del XI Coloquio Internacional de Lenguas y Culturas Prerromanas de la Península Ibérica).
- Grafitos con signario celtibérico en cerámicas de Pintia (Padilla de Duero-Peñafiel, Valladolid). Amb Fernando Romero Carnicero i Carlos Sanz Mínguez. "Palaeohispánica: Revista sobre lenguas y culturas de la Hispania antigua" 12(2012) 157-194.
- Población trilingüe y divinidades del castro de Lansbriga (Prov. Ourense). Amb Marco Virgilio García Quintela. "Madrider Mitteilungen" 49 (2008)254-290.
- Las lenguas célticas en la investigación: cuatro observaciones metodológicas. "Cuadernos de filología clásica: Estudios griegos e indoeuropeos" 16 (2006) 5-21.
- Tratamiento y notación de las sibilantes en celtibérico: cronología relativa del desarrollo paulatino visible en inscripciones y monedas. "Palaeohispánica: Revista sobre lenguas y culturas de la Hispania antigua" 5(2005)539-564.(Dedicat a: Actas del IX coloquio sobre lenguas y culturas paleohispánicas (Barcelona, 20-24 d'octubre de 2004).
- Centro y áreas laterales: formación del celtibérico sobre el fondo del celta peninsular hispano. "Palaeohispánica: Revista sobre lenguas y culturas de la Hispania antigua" 2 (2002) 89-132.[2]